# Mou Tun-fei
Mou Tun-fei, né le 3 mai 1941 à Shandong et mort le 25 mai 2019 à Philadelphie, est un réalisateur taïwanais.
Il a fait l'objet d'une rétrospective de l'East Asian Film and Media Working Group de l'université Harvard et son film The End of the Track a été projeté à la Cinémathèque française dans le cadre de la rétrospective Le Cinéma taïwanais de (mauvais) genre.

## Filmographie
- 1969 : Bugan gen ni jiang
- 1970 : The End of the Track (Pao dao zhong dian)
- 1977 : Xiang Gang qi an 5: Jian mo
- 1978 : Bao jian ta
- 1978 : Lao guo jie
- 1980 : Die xian
- 1980 : A Deadly Secret (Lian cheng jue)
- 1980 : Da da xiao xiao yi jia chun
- 1980 : Da se
- 1983 : Zi gu ying xiong chu shao nian
- 1988 : Camp 731
- 1995 : Huet luen
- 1995 : Hei tai yang: Nan Jing da tu sha